# Überdeckung (Schach)
Als Überdeckung wird im Schach ein strategisches Konzept bezeichnet, bei dem ein positionell wichtiger Punkt, wie beispielsweise ein vorteilhaft platzierter Bauer oder ein bestimmtes Feld, durch mehr Figuren geschützt wird als durch direkte Angriffe in der konkreten Stellung notwendig wäre. Es handelt sich dabei um eine prophylaktische Maßnahme, durch die der Gegenspieler von einem Angriff auf den übergedeckten Punkt abgehalten werden soll. Darüber hinaus sind die an der Überdeckung beteiligten Figuren beweglicher als bei einer genau ausreichenden Deckung, bei der die schützenden Figuren in der Regel an den gedeckten Punkt gebunden sind.
Die Überdeckung wurde insbesondere ab den 1920er Jahren durch den lettischen Schachmeister Aaron Nimzowitsch vertreten, der ein Vertreter der Hypermodernen Schule des Schachspiels war und diesem Konzept ein Kapitel im Teil zum Positionsspiel seines grundlegenden Werkes Mein System widmete. Die von ihm propagierte Idee der zentralen Bedeutung der Überdeckung für die Verteidigung konnte sich jedoch nicht durchsetzen. Sie gilt als eine der wenigen Vorstellungen von Nimzowitsch, die seit dem Erscheinen seines Werkes weitestgehend vergessen beziehungsweise ignoriert wurden.